# Zions Bancorporation
Zions Bancorporation est une banque dont le siège social est situé à Salt Lake City aux États-Unis. Zions avait le 30 juin 2008, 54,6 milliard de $ d'actif et environ 11 000 employés. La banque est cotée sur l'indice S&P 500. 

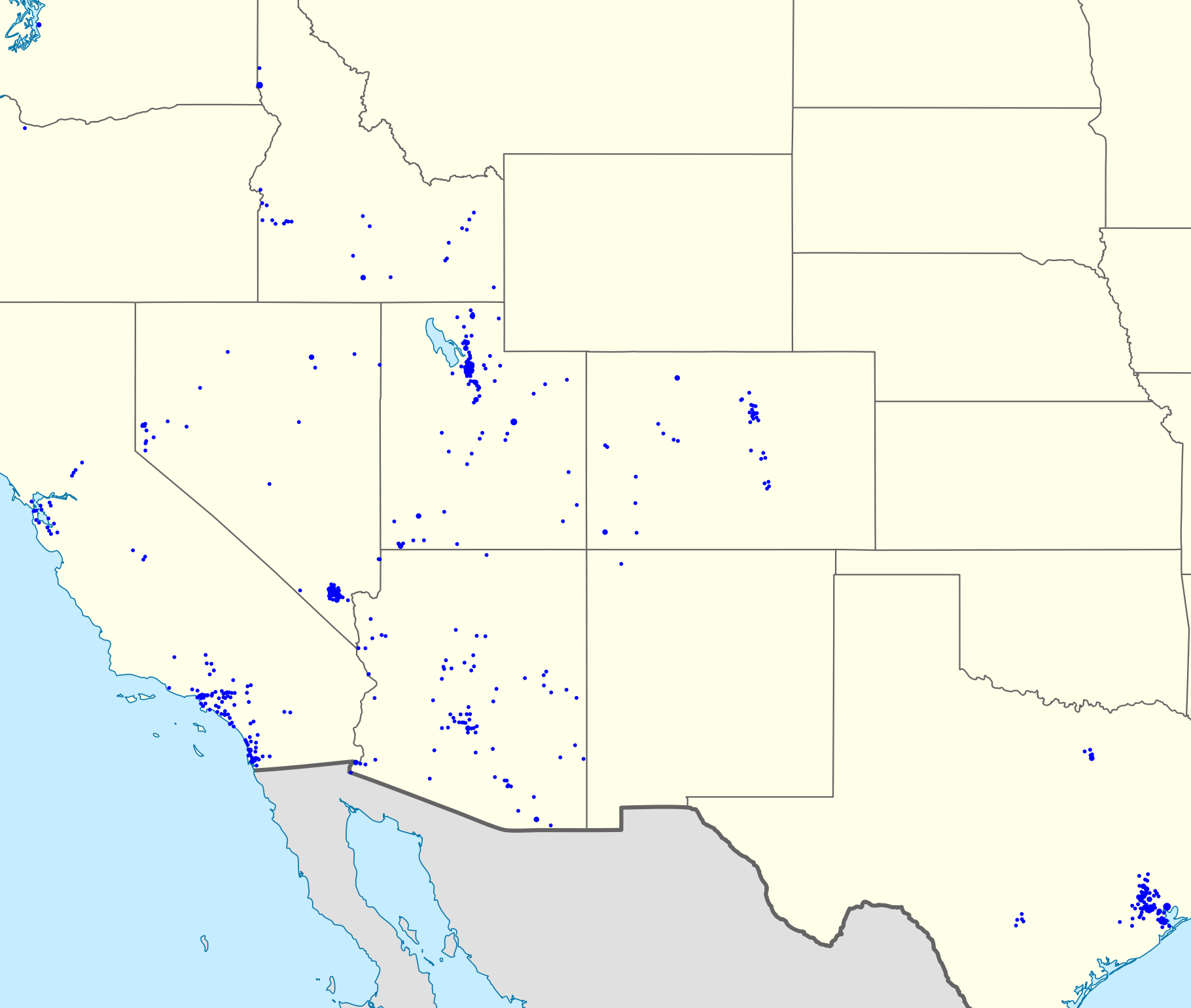
Carte des implantations locales de Zions Bancorporation en 2010.

Zions est présente essentiellement dans les états du Sud-Ouest des États-Unis, principalement dans l'Utah, mais aussi dans l'Arizona, le Texas, la Californie, le Colorado et le Nevada.

## Histoire
En septembre 2008, Zions acquiert la banque en faillite Silver State Bank.